# Litsea pseudoelongata
Litsea pseudoelongata là loài thực vật có hoa trong họ Nguyệt quế. Loài này được H. Liu miêu tả khoa học đầu tiên năm 1934.